# Distretto di İnebolu
Il distretto di İnebolu (in turco İnebolu ilçesi) è uno dei distretti della provincia di Kastamonu, in Turchia.
| Controllo di autorità | VIAF (EN) 128057221 · LCCN (EN) n2006080970 |